# Guitarro (U-Boot, 1972)
Die Guitarro, auch USS Guitarro, (Kennung: SSN-665) war ein Atom-U-Boot der United States Navy und gehörte zur Sturgeon-Klasse. Beim Bau unterlief der Werft ein folgenschwerer Fehler, der das halbfertige Boot in ca. 10 Meter tiefem Wasser sinken ließ.

## Geschichte

### Bau
Die Guitarro wurde 1964 in Auftrag gegeben und Dezember 1965 in der Mare Island Naval Shipyard auf Kiel gelegt. Das Boot lief im Juli 1968 von Stapel und sollte im Januar 1970 in Dienst gestellt werden. Dazu kam es jedoch auf Grund eines der skurrilsten Unfälle in der Geschichte der Navy jedoch nicht.

### Sinken

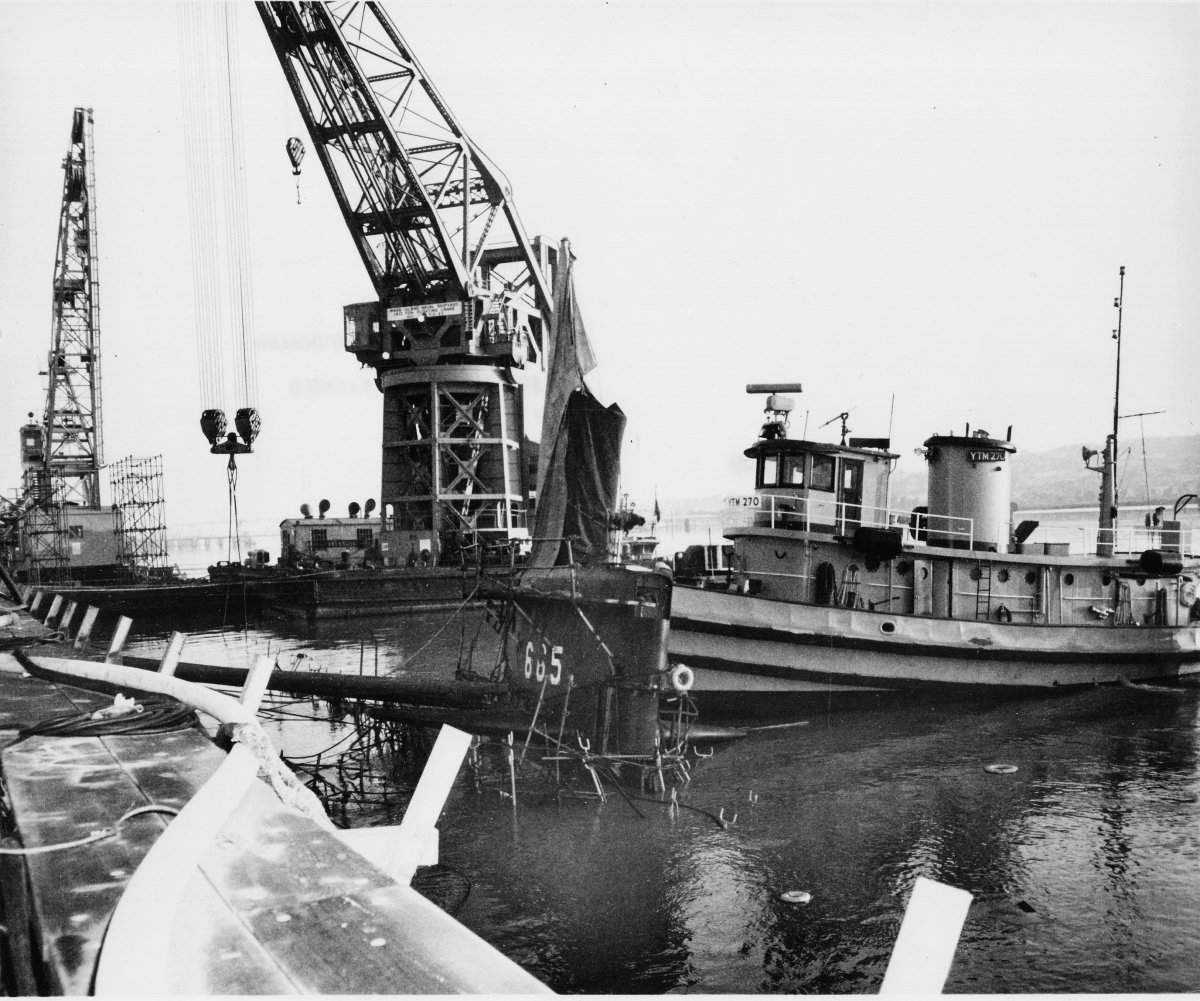
Die Guitarro nach dem Sinken

Am 15. Mai 1969 war die Ausrüstung des Bootes am Rande des Napa River noch in vollem Gange. Gegen 16:00 Uhr begann eine Gruppe ziviler Ingenieure, die Instrumente zu kalibrieren. Dazu mussten die Männer Ballasttanks hinter dem Schwerpunkt des Bootes mit ca. fünf Tonnen Seewasser fluten. Nur kurze Zeit später begann eine zweite Gruppe unabhängig davon, das Schiff auszutrimmen. Da das Boot ca. zwei Grad hecklastig stand, begannen die Männer, die vorderen Ballasttanks mit Wasser zu füllen. Bis kurz vor 20:00 Uhr gingen die Gruppen ohne voneinander zu wissen, ihrer Arbeit nach. Die zweite Gruppe war zweimal gewarnt worden, dass die Wellen im Fluss durch eine Luke im extrem tief liegenden vorderen Teil des Bootes Wasser in den Rumpf spülten, sie ignorierten die Warnungen aber.
Gegen 19:45 Uhr stoppte die zweite Gruppe ihre Arbeiten, um eine Essenspause einzulegen. Fünf Minuten später war die erste Gruppe fertig mit der Kalibrierung und entleerte die achterlichen Tanks wieder. Gegen 20:30 Uhr kehrten beide Gruppen zur Arbeit zurück und bemerkten eine starke Buglastigkeit des Bootes. Die Luken im Bug wurden unter Wasser gedrückt, massiver Wassereinbruch war die Folge. In den nächsten 15 Minuten versuchten Arbeiter, die Luken zu schließen, was durch Kabel verhindert wurde, die durch die Luken ins Innere verlegt waren. Gegen 20:55 Uhr sank die Guitarro in ca. 35 Fuß (10 m) tiefem Wasser.
Am 18. Mai konnte das Boot gehoben wurden, der Schaden wurde auf 15,2 bis 21,85 Millionen Dollar geschätzt, die Indienststellung wurde bis zum 9. September 1972 verzögert.

### Einsätze
Ab Mitte der 1970er Jahre war die Guitarro Testboot für den getauchten Einsatz des damals neuen Marschflugkörper vom Typ BGM-109 Tomahawk. 1982 versenkte das Boot den außer Dienst gestellten Zerstörer Agerholm mit einer Tomahawk.
Kurz vor Ende ihrer Karriere nahm die Giutarro an der Übung „Exercise FallEx ’90“ teil und wurde 1992 außer Dienst gestellt. Bis 1994 wurde das U-Boot im Ship-Submarine Recycling Program in der Puget Sound Naval Shipyard verschrottet.